# Evangelische Kirche (Ludwigshafen-Edigheim)

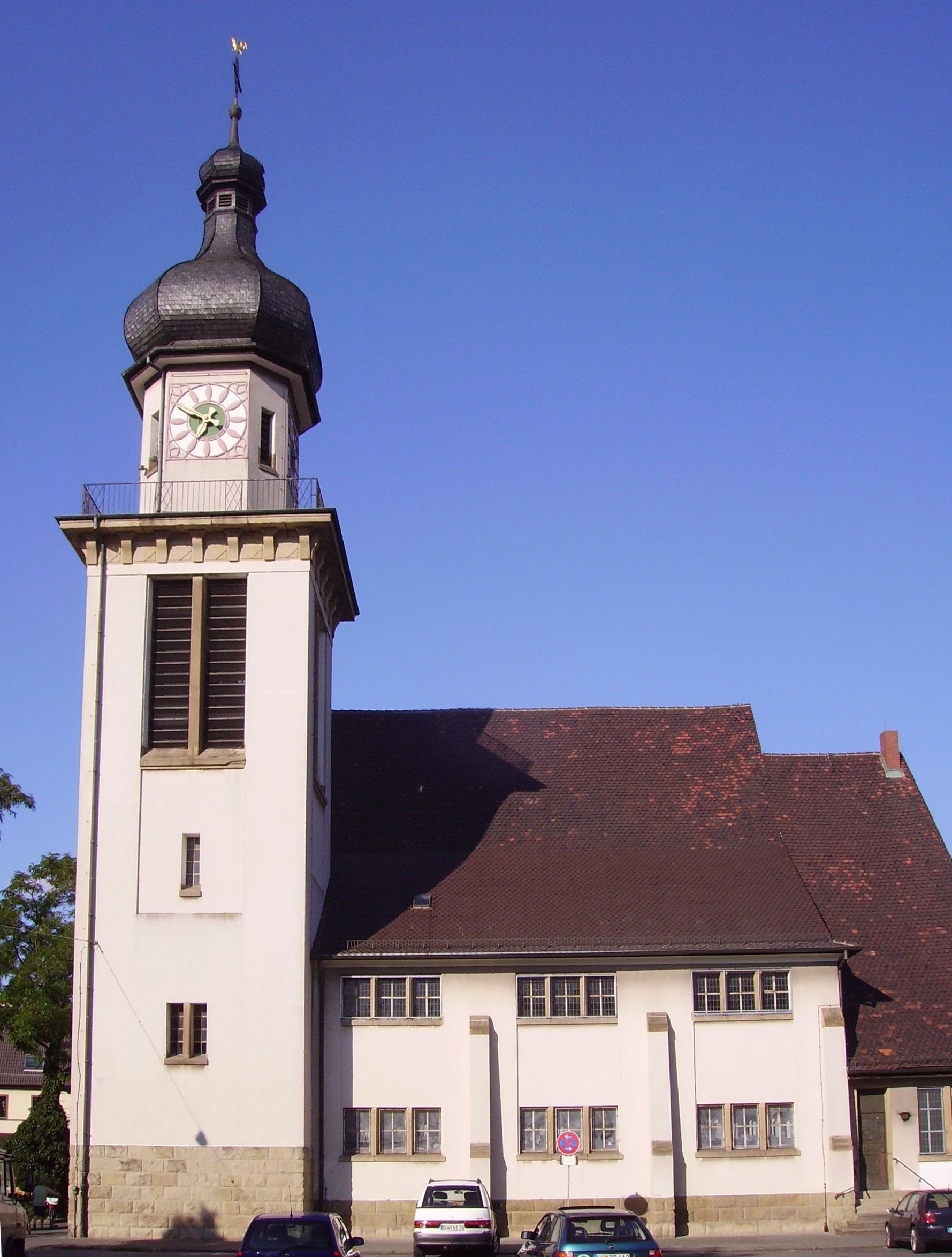
Evangelische Kirche

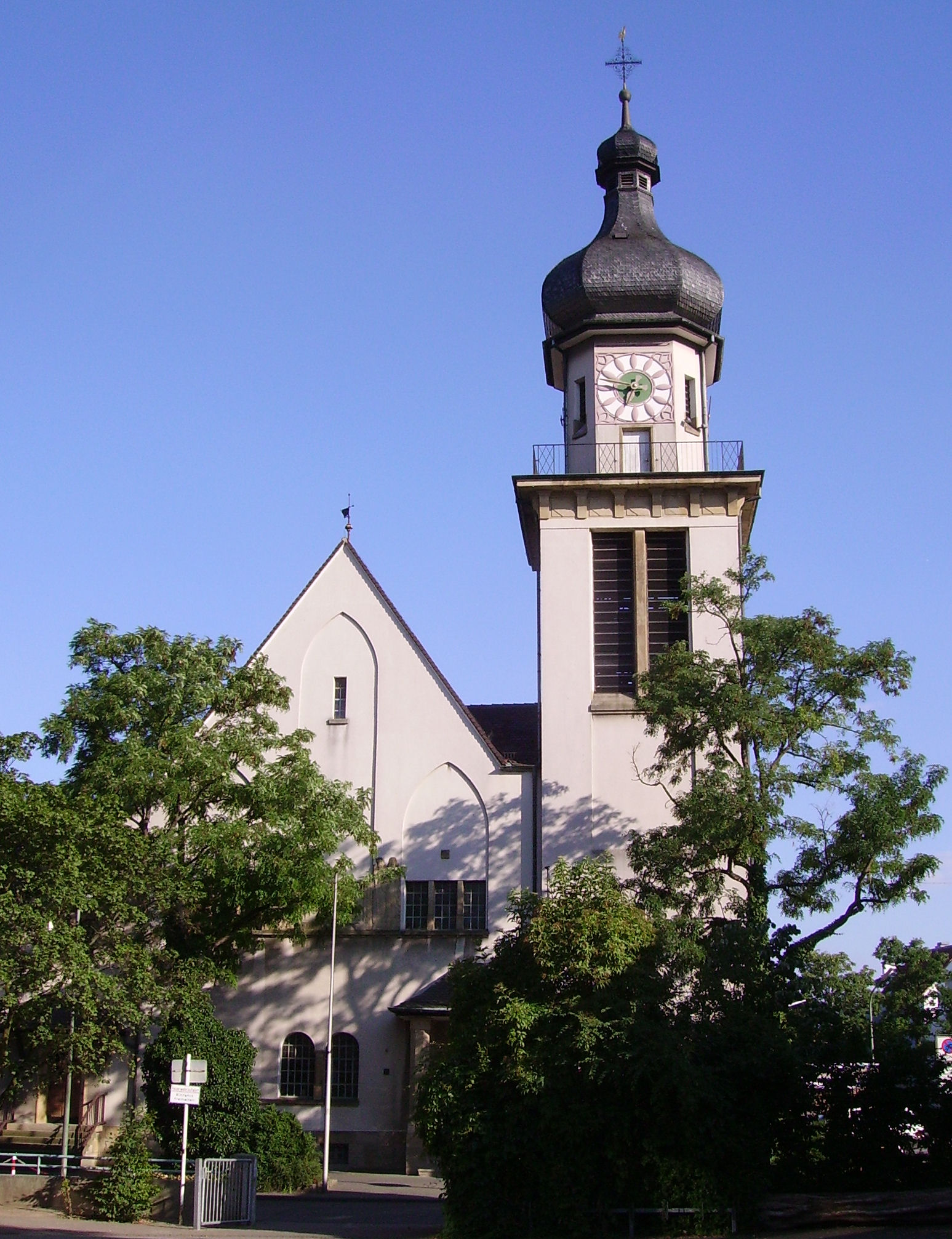
Frontansicht

Die Evangelische Kirche im Ludwigshafener Stadtteil Edigheim wurde zwischen 1914 und 1916 nach den Plänen von Raimund Ostermaier erbaut.

## Geschichte
Edigheim ist vermutlich der älteste der heutigen Stadtteile von Ludwigshafen. Erstmals urkundlich erwähnt wurde es im Jahr 772 im Lorscher Codex. Kirchlich allerdings gehörte Edigheim als Filiale zu Oppau. 1315 wurde erstmals eine Marienkapelle erwähnt. 1556 führte Kurfürst Ottheinrich in der Kurpfalz die Reformation ein. Bei der Pfälzischen Kirchenteilung 1705 wurde die Kirche in Edigheim den Katholiken zugeschlagen, obwohl nur eine einzige Familie katholisch war. Den Reformierten wurde die Erlaubnis erteilt, die Kirche mitzubenutzen. Als allerdings die baufällige Kirche abgerissen und 1750 durch einen Neubau ersetzt wurde, wurde ihnen dieses Recht wieder aberkannt. Erst nach einer Bittschrift an den neuen Landesherrn König Max I. von Bayern konnte die Kirche ab 1816 wieder simultan genutzt werden. Dieser Zustand dauerte bis ins 20. Jahrhundert.
1911 wurde in Edigheim eine selbständige protestantische Pfarrei eingerichtet und der erste Pfarrer setzte sich für den Bau einer eigenen Kirche ein. 1914 wurde mit dem Bau begonnen und zwei Jahre später am 5. März 1916 konnte die Einweihung gefeiert werden. Während des Zweiten Weltkriegs wurde die Kirche 1943 beschädigt. Zwischen 1950 und 1952 wurde sie renoviert und mit altchristlichen Symbolen ausgemalt. 1986 fand eine grundlegende Renovierung statt, bei der der ursprüngliche Zustand wiederhergestellt wurde.

## Beschreibung
Die Edigheimer Kirche wurde im Jugendstil erbaut. Der Architekt Raimund Ostermaier baute fast zeitgleich in Höheinöd eine Kirche, die der Edigheimer sehr ähnlich ist. Der 38 Meter hohe Turm mit seiner Zwiebelhaube ist an der Nordwestecke platziert. Die Fassade ist mit Blendbögen gegliedert. Die Hallenkirche besitzt einen tonnengewölbten Innenraum.
Die Fenster gestaltete Eugen Krumholz 1986 unter dem Thema „Versöhnung und Frieden“. Altar, Kanzel und Orgel sind mit Schnitzereien reich verziert. Das Geläut besteht aus fünf Bronzeglocken, die 1958 die Glockengießerei Hamm goss:

### Orgel
Die Orgel wurde 1916 von der Firma Gebrüder Link erbaut. Das Instrument hat 963 Pfeifen und 16 Register auf zwei Manualen und Pedal.
| I Hauptwerk C–g3 |           |       |
| 1.               | Principal | 8′    |
| 2.               | Gambe     | 8′    |
| 3.               | Flöte     | 8′    |
| 4.               | Bordun    | 8′    |
| 5.               | Oktav     | 4′    |
| 6.               | Mixtur    | 2 ⁄3′ |
| 7.               | Oktav     | 2′    |

| II Manual C–g3 |                  |    |
| 8.             | Geigenprincipal  | 8′ |
| 9.             | Salicional       | 8′ |
| 10.            | Lieblich Gedackt | 8′ |
| 11.            | Aeoline          | 8′ |
| 12.            | Vox coelestis    | 8′ |
| 14.            | Flauto dolce     | 4′ |

| Pedal C–f1 |          |     |
| 15.        | Subbaß   | 16′ |
| 16.        | Zartbaß  | 16′ |
| 17.        | Oktavbaß | 8′  |
| 18.        | Cello    | 8′  |

- Koppeln:
  - Normalkoppeln: II/I, I/P, II/P
  - Superoktavkoppeln: II/I
  - Suboktavkoppeln: II/I
- Spielhilfen: 1 freie Kombination, Mezzoforte, Forte, Automatisches Pianopedal

### Geläut
Das Geläut besteht aus fünf Bronzeglocken, die 1958 die Glockengießerei Hamm goss:
| Name                                   | Ø (mm) | kg    | Ton |
| -------------------------------------- | ------ | ----- | --- |
| Christus (Toten- und Ewigkeits-Glocke) | 1.491  | 1.720 | c1  |
| Lukas (Abend-Glocke)                   | 1.187  | 910   | e1  |
| Johannes (Mittag-Glocke)               | 1.036  | 610   | g1  |
| Matthäus (Vaterunser-Glocke)           | 918    | 431   | a1  |
| Markus (Tauf-Glocke)                   | 799    | 289   | h1  |